# Maria Hanna Niżankowska
Maria  Hanna  Niżankowska (ur. 26 marca 1936 w Rypinie) – polska okulistka, emerytowany profesor medycyny w zakresie chorób oczu. 
Pracę doktorską (1969) oraz rozprawę habilitacyjną (1976) obroniła na Akademii Medycznej we Wrocławiu, z którą była związana przez całe życie. Pełniła tam szereg funkcji. W latach 1980–1983 była prodziekanem Wydziału Lekarskiego, a w latach 1991-93 była prorektorem wrocławskiej AM. W latach 1994–2006 była kierownikiem Katedry i Kliniki Okulistyki. Ponadto w okresie 1983-86 pracowała jako profesor okulistyki na wydziale lekarskim w algierskim Oranie.
Członek rady naukowej Magazynu Lekarza okulisty oraz komitetu honorowego Kliniki Ocznej.
Zasiadała także w zarządzie  Polskiego Towarzystwa Okulistycznego (wiceprzewodnicząca: 1996-98).
Członek zagranicznych towarzystw naukowych: Societe Francaise d’Ophthalmologie, American Academy of Ophthalmology, European Glaucoma Society, European Association for Vision and Eye Research. Odznaczona Krzyżem Oficerskim i Kawalerskim (2001) Orderu Odrodzenia Polski.
Autorka m.in. podręcznika „Podstawy okulistyki” (1992), „Okulistyka. Podstawy Kliniczne" (2007) oraz trzech książek dotyczących jaskry.
Córka Wincentego i Marii. Zamężna z Andrzejem Niżankowskim, z którym ma syna Mariusza.